# Dielsantha galeopsoides
Dielsantha galeopsoides là loài thực vật có hoa trong họ Hoa chuông. Loài này được (Engl. & Diels) E.Wimm. mô tả khoa học đầu tiên năm 1948.